# Cotopaxi
Cotopaxi este unul dintre cei mai înalți stratovulcani activi din lume, situat în Munții Anzi, în vestul Cordilierei Orientale, la circa 50 km de Quito (Ecuador), cu o înălțime de  5.897 m. La o sută de kilometri nord de Cotopaxi se ridică Vârful Chimborazo (6.310 m), cel mai înalt vârf din Ecuador. 

Cotopaxi este unul dintre cei mai activi vulcani din lume. Erupțiile sale au luat adesea forma unor catastrofe, deoarece în timpul acestora păturile de zăpadă și de gheață din regiunile superioare ale muntelui se topesc brusc, transformându-se într-un râu de noroi care afectează zeci de kilometri. 

Cea  mai periculoasă erupție  de după anul 1534, când   a început monitorizarea sistematică a activității vulcanului, a avut loc în iunie 1877. Cantități uriașe de lavă s-au scurs atunci spre sud, distrugând aproape în întregime orașul Latacunga, situat la 40 kilometri distanță. 
În anul 1975, au fost înregistrate mișcări tectonice în apropiere de Cotopaxi, dar ele au rămas fără consecințe, din crater  înălțându-se doar câteva rotocoale de fum.  

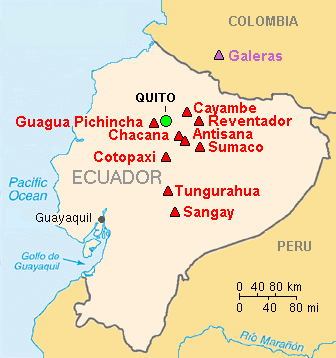
Harta cu Cotopaxi și ceilalți vulcani din Ecuador.

Prima coborâre în fundul craterului a fost reușită de o echipă formată din alpiniști cehi și polonezi, în anul 1972. 

În anul 1872, a avut loc prima încercare de escaladare a vulcanului Cotopaxi. Geologul german Wilhelm Reiss și ghidul său ecuadorian Ángel Escobar, au cucerit vârful celui mai frumos munte din masivul Anzilor. 

Exploratorul britanic Edward Whymer a fost primul om care s-a încumetat să înnopteze în apropierea craterului, în 1880. 

Cotopaxi, cu craterul său rotund aproape perfect și cu coroana sa de zăpadă cu o lățime de peste 1000 m, este considerat drept unul dintre cei mai frumoși munți din lume. Formele lui regulate au trezit admirația a numeroși exploratori, printre care s-a numărat și naturalistul german Alexander von Humboldt. El a numit drumul care duce de la Quito spre sud "calea vulcanilor". Denumirea i-a fost inspirată lui Humboldt de călătoria sa pe continentul sud-american, care la condus în 1802 până la picioarele vulcanului Cotopaxi și , mai târziu, până la Chimborazo.

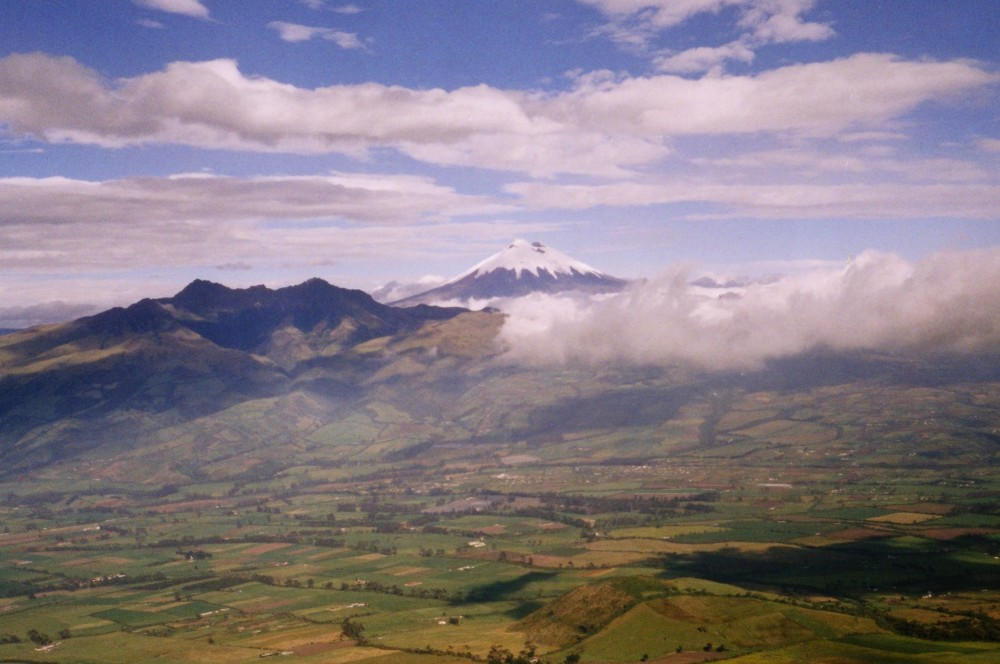
Cotopaxi văzut după Corazon

## Etimologie
Toponimul Cotopaxi provine din limba cayapa, iar într-o traducere ad. litt. ar fi gâtul lunii (coto - ro. gât, paxi - ro. lună).

## Fauna și flora
Fauna și flora sunt ocrotite în prezent în "Parcul Național Cotopaxi". Pe terenul de 33.390 hectare mai trăiesc pume, lame, păsări colibri și condori amenințați cu dispariția. Respectarea normelor de protecție a naturii este asigurată de paznici vigilenți.

## Clima
Clima este ecuatorială la poalele muntelui (regiunile superioare sunt acoperite de zăpadă datorită altitudinii).

Temperaturile medii: -20 C în ianuarie, -10 C în iulie.

Cantitatea medie anuală de precipitații: 2000 mm.

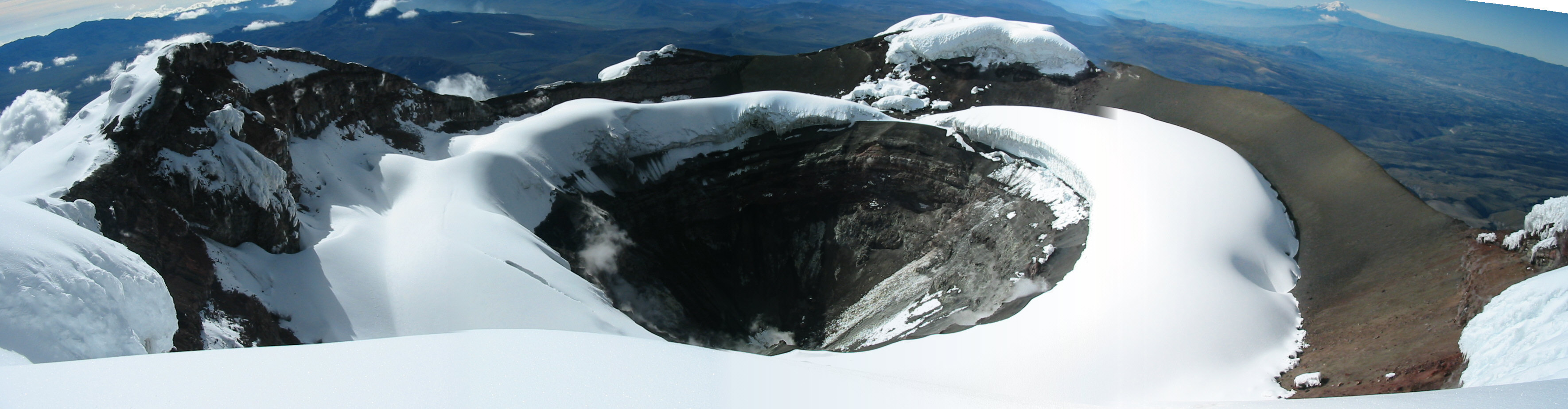
Crater Cotopaxi